# Peroryctes broadbenti
{{#ifeq:0|0|{{#if:|{{#if:Peroryctesbroadbenti|[[]}}|}}}}
Peroryctes broadbenti — вид сумчастих ссавців із родини бандикутових.

## Морфологічна характеристика
Це найбільший бандикут у світі: самці досягають маси тіла до 4.9 кг, а самиці — ≈ 1.4 кг. Раціон не визначений, але швидше за все, як і інші бандикути, P. broadbenti всеїдний. Хвіст становить приблизно одну третину загальної довжини голови і тіла, хоча, очевидно, відрізняється довжиною залежно від статі. Хвіст зверху лускатий і з тонкою шерстю, а знизу — більш грубо лускатий і без шерсті. Волосяний покрив спини є однорідним червонувато-коричневим з плямами чорного кольору через наявність рясних жорстких чорних волосків. Загальна текстура груба, але не колюча. Боки мають яскравіший червонувато-коричневий колір, який рівномірно переходить у широкий, від палевого до блідо-оранжевого кольору. У напрямку до живота шерсть стає світлішою. Обличчя тонко вкрите коротким сіро-коричневим хутром. Зовнішні вуха подовжені і відносно вузькі. 

## Ареал
Ендемік південно-східних низовин Папуа Нової Гвінеї. Живе на висотах від 0 до 1000 м над рівнем моря. Має низьку щільність населення. Населяє густі низинні тропічні вологі ліси і галерейні ліси, як правило, вздовж струмків або річок.

## Загрози й охорона
Перебуває під загрозою полювання на їжу місцевим населенням і втрати середовища проживання через перетворення лісу на дрібні сільськогосподарські угіддя та комерційне сільське господарство, особливо плантації олійної пальми. Цей вид не був зареєстрований з жодних заповідних територій. Заповідні території Центральної провінції погано керуються, і багато сільських жителів приходять до них, щоб шукати дичину та дрова.